# Purificador d'aire

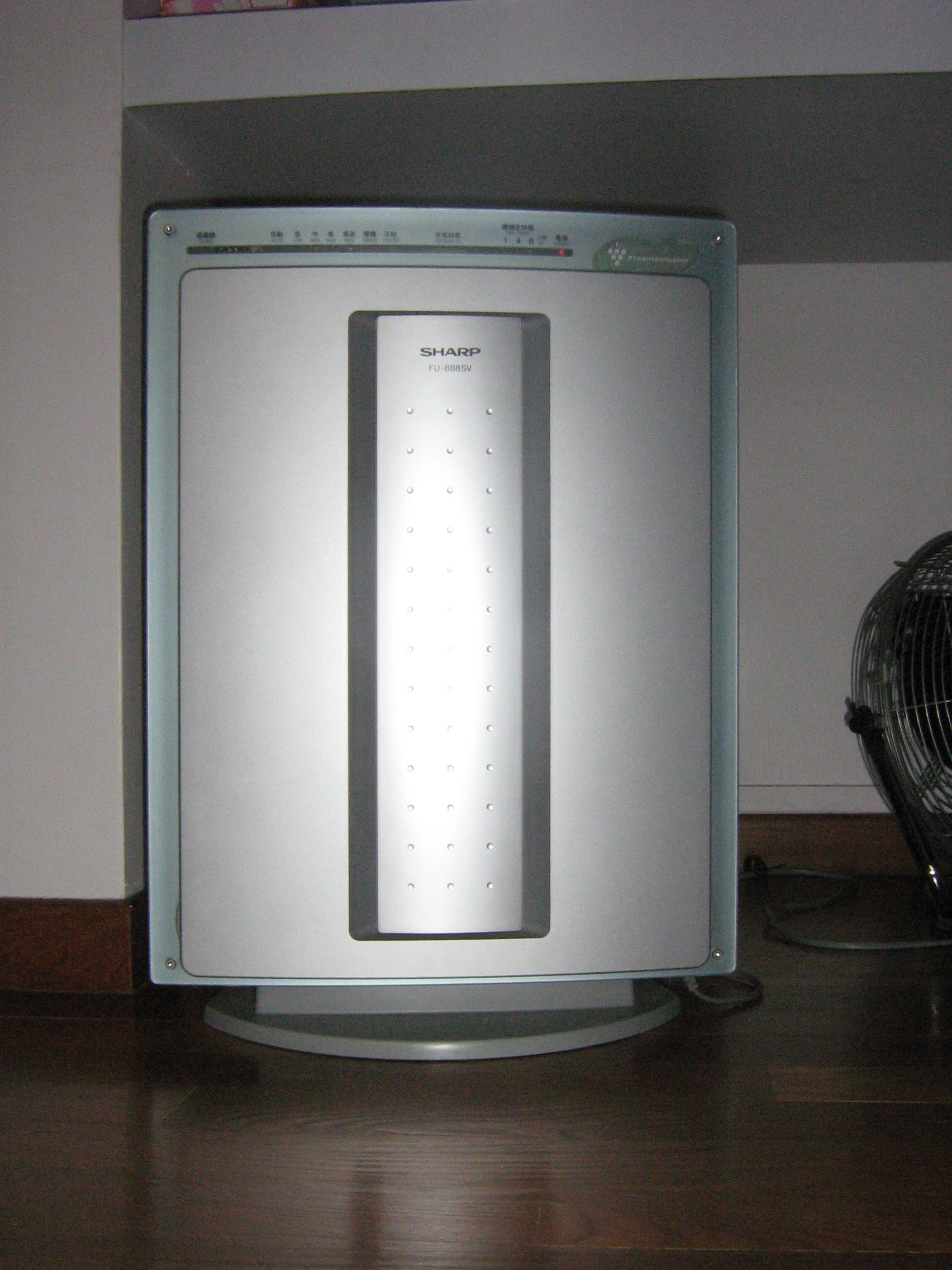
Purificador d'aire Sharp FU-888SV Plasmacluster

Un purificador d'aire és un dispositiu que elimina contaminants de l'aire d'un espai per millorar la qualitat de l'aire interior. Els purificadors d'aire es venen com a dispositius beneficiosos per a persones amb al·lèrgies o asma, així com a útils per reduir o eliminar el fum de tabac aliè. Els purificadors d'aire també es fan servir en l'àmbit industrial per filtrar i eliminar residus tòxics, així com als hospitals i els avions per evitar la propagació de virus i bacteris.